# Mellingbek
Die Mellingbek ist ein Hamburger Bach und rechter Nebenfluss der Alster. Er durchfließt den Norden des Stadtgebiets.

## Geographie
Der Bach entspringt im Norden des Naturschutzgebiets Wittmoor auf der Grenze zwischen dem Hamburger Stadtteil Lemsahl-Mellingstedt und dem westlich gelegenen Norderstedt. Er fließt in südlicher und südöstlicher Richtung, durchquert das Naturschutzgebiet Wittmoor, bildet die Grenze zwischen den Stadtteilen Lemsahl-Mellingstedt und Poppenbüttel und  durchquert ein inzwischen als Golfplatz genutztes Gelände. Die Mellingbek durchfließt den zweigeteilten Kupferteich sowie die Hohenbuchenteiche und mündet südlich des Hohenbuchenparks oberhalb der Poppenbütteler Schleuse in die Alster. Die Mellingbek ist somit ein Gewässer 3. Ordnung. Als Zufluss sind der Eichelhähergraben und der Poppenbüttler Graben von rechts erwähnenswert.
Im Unterlauf sind regelmäßig Wasseramseln im Winterquartier zu sehen.

## Wassernutzung
An der Mellingbek befanden sich im 17. bis zum Anfang des 20. Jahrhunderts zwei Wassermühlen, von denen heute nur noch die Mühlenteiche und die Staumauern der beiden Mühlen existieren. Die Obere Mühle war eine Kupfermühle, die ihren Antrieb aus dem 900 Meter aufgestauten Kupferteich gewann. Kurz vor der Einmündung der Mellingbek in die Alster befand sich im heutigen Hohenbuchenpark die Untere Mühle. Sie wurde um 1686 als Pulver- und Kupfermühle betrieben. Um 1850 wurde die Obere Kupfermühle in ein Sägewerk und später in eine Ölmühle umgebaut. Anfang des 20. Jahrhunderts diente die Untere Mühle zur Stromerzeugung mittels eines eingebauten Generators. 1922 brannte die Mühle ab, 1929 wurde der Mühlenbetrieb eingestellt.

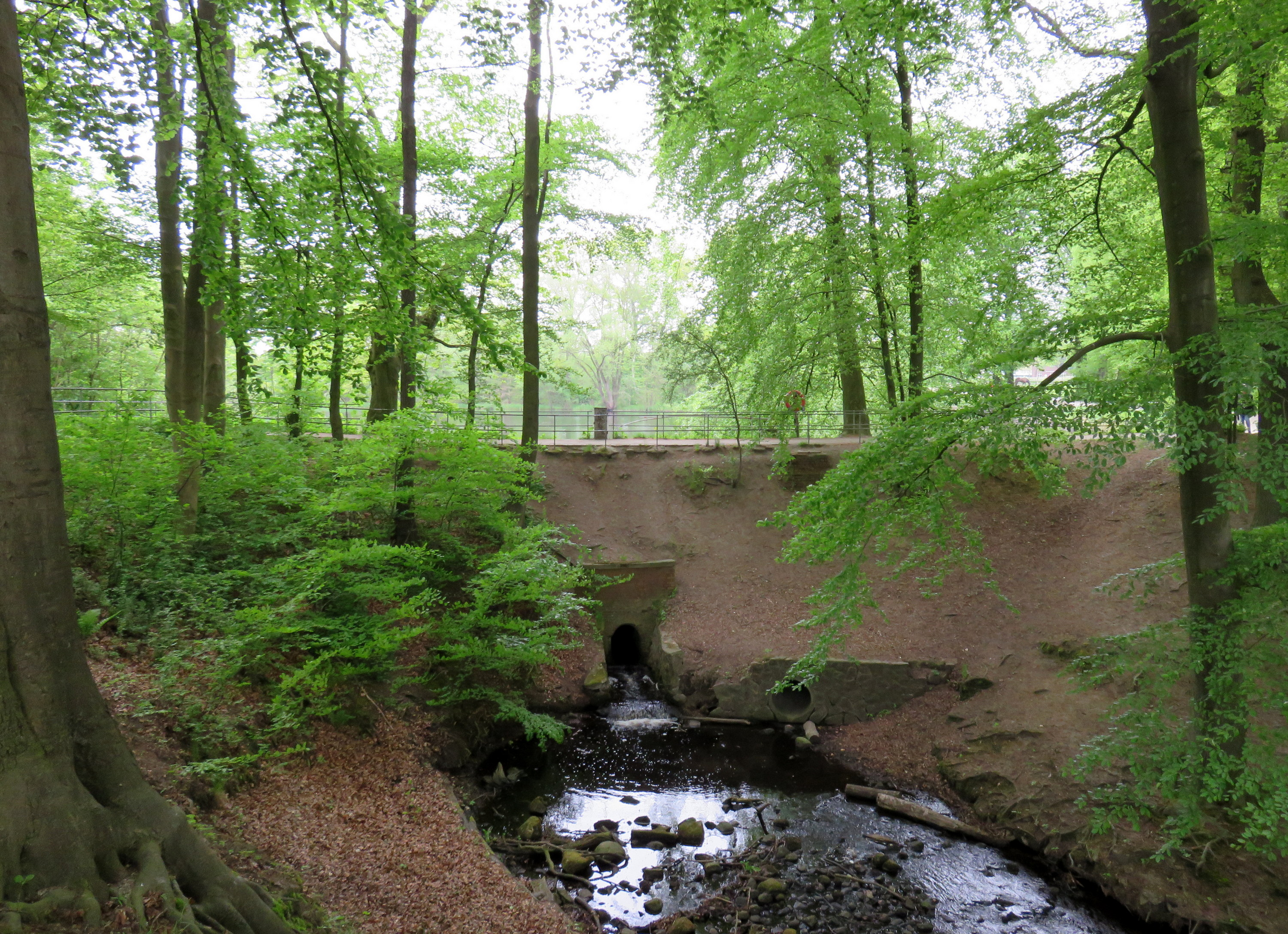
Ehemaliger Mühlenstaudamm am Austritt aus dem Kupferteich
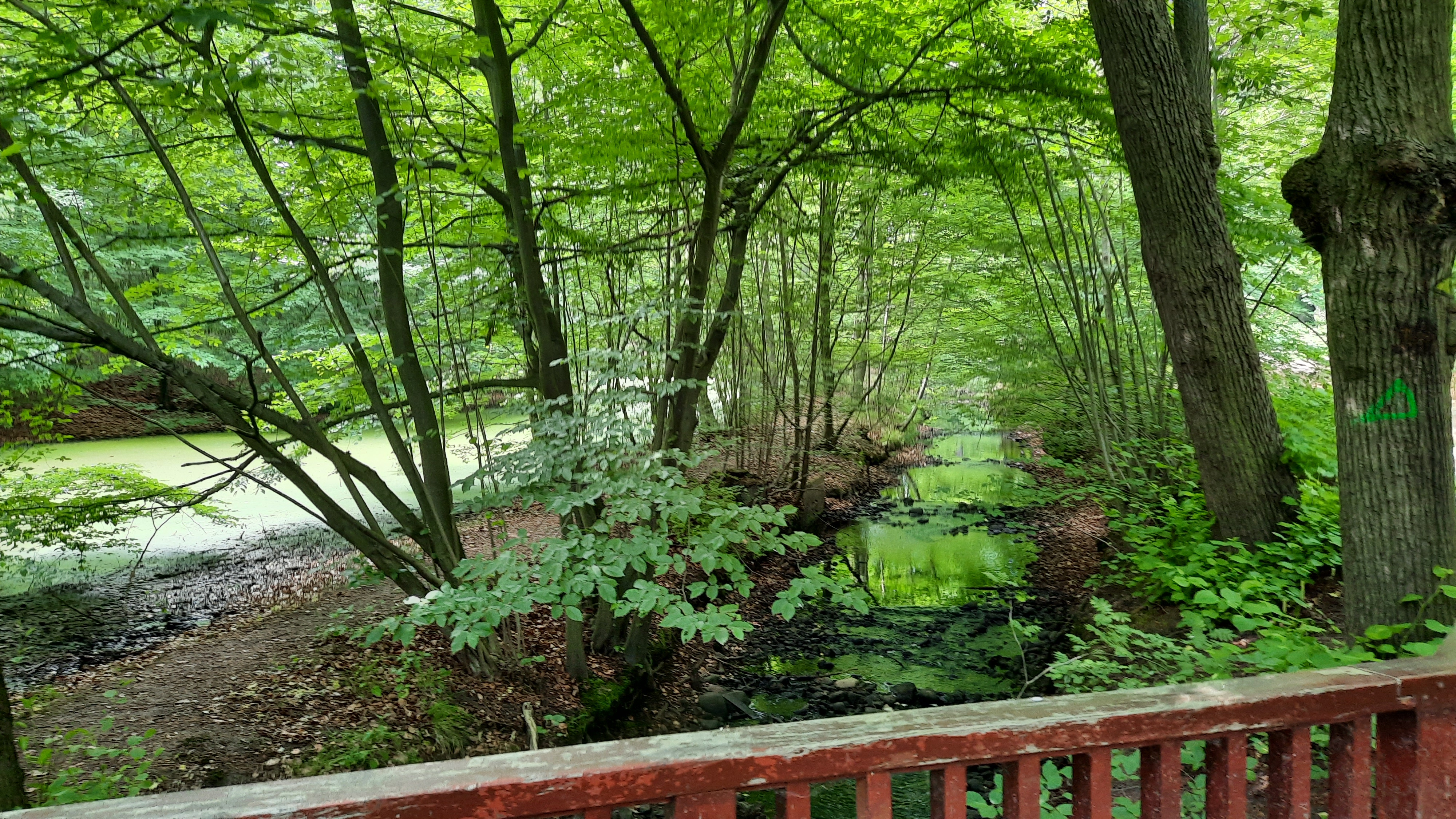
Mellingbek an der Einmündung in die Alster, links Hohenbuchenteich
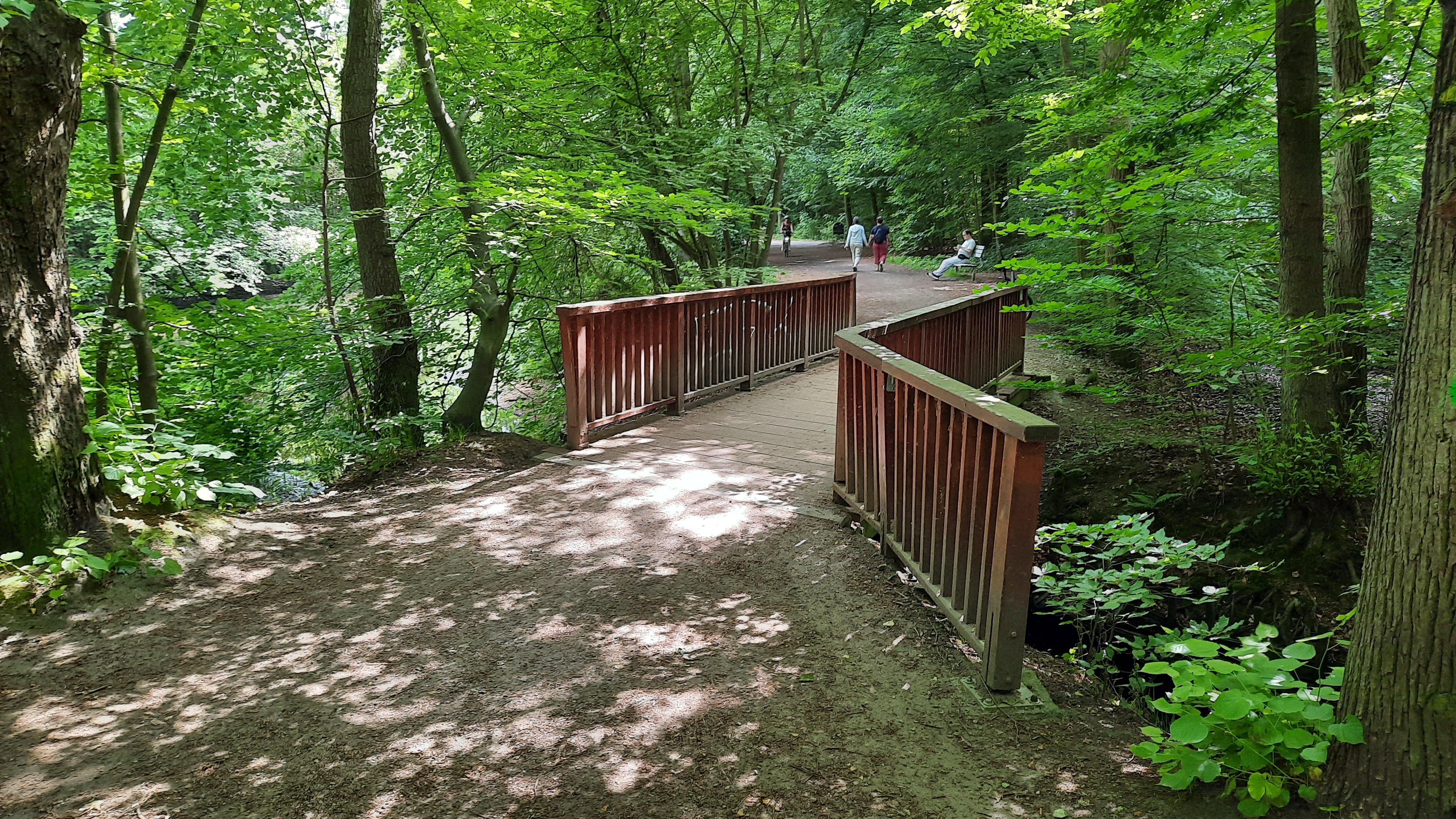
Brücke über die Mellingbek an der Einmündung in die Alster